# Santiponce (kommunhuvudort)
Santiponce är en kommunhuvudort i Spanien.   Den ligger i provinsen Provincia de Sevilla och regionen Andalusien, i den sydvästra delen av landet, 400 km sydväst om huvudstaden Madrid. Santiponce ligger 12 meter över havet och antalet invånare är 7 561.
Terrängen runt Santiponce är platt. Runt Santiponce är det mycket tätbefolkat, med 1 956 invånare per kvadratkilometer. Närmaste större samhälle är Sevilla, 8,4 km sydost om Santiponce. Runt Santiponce är det i huvudsak tätbebyggt.